# حرمدة سمورية
حِرْمِدَة سَمُّوريَّة (الاسم العلمي: Arctia caja) هي عثة من فصيلة أربوسية، نوع شمالي موجود في الولايات المتحدة وكندا وأوروبا. تفضل العثة المناخات الباردة ذات المواسم المعتدلة، حيث تقضي اليرقات سباتها في الشتاء، هذا النوع من العث عمومي، أي أنه سيختار العديد من النباتات المختلفة لاستخدامها نباتات مضيفة لليرقات.
تعمل الأنماط الواضحة على أجنحتها بمنزلة تحذير للحيوانات المفترسة لأن سوائل جسم العثة سامة. لم تُعرف آثارها بالكامل بعد، لكن هذه السموم تحتوي على كميات من استرات الكولين السامة للأعصاب والتي تعمل عن طريق التدخل في مستقبلات الأستيل كولين. تعد الألوان أيضًا مثالية لإخافة الحيوانات المفترسة مثل الطيور الصغيرة - عادةً ما تخفي العثة أجنحتها الخلفية تحت الأجنحة الأمامية الخفية عند الراحة. بين السموم المخزنة ، والتلوين الواضح للتحذير ، والإشارات الصوتية التي يتم إنشاؤها في الغالب كرد فعل للخفافيش ، تقدم A. caja نفسها بوضوح كهدف غير صالح للأكل للحيوانات المفترسة.  

## الوصف
يراوح بسطة جناحيها من 45 إلى 65 ملم (1.8 إلى 2.6 بوصة). تصميم الأجنحة متنوع. الأجنحة الأمامية بنية اللون بنمط أبيض (وقد يكون غائباً)، والأجنحة الخلفية برتقالية مع نمط من النقاط السوداء. هناك العديد من اختلافات في النمط واللون بين أفرادها سببه مصطنع أو طفرة.

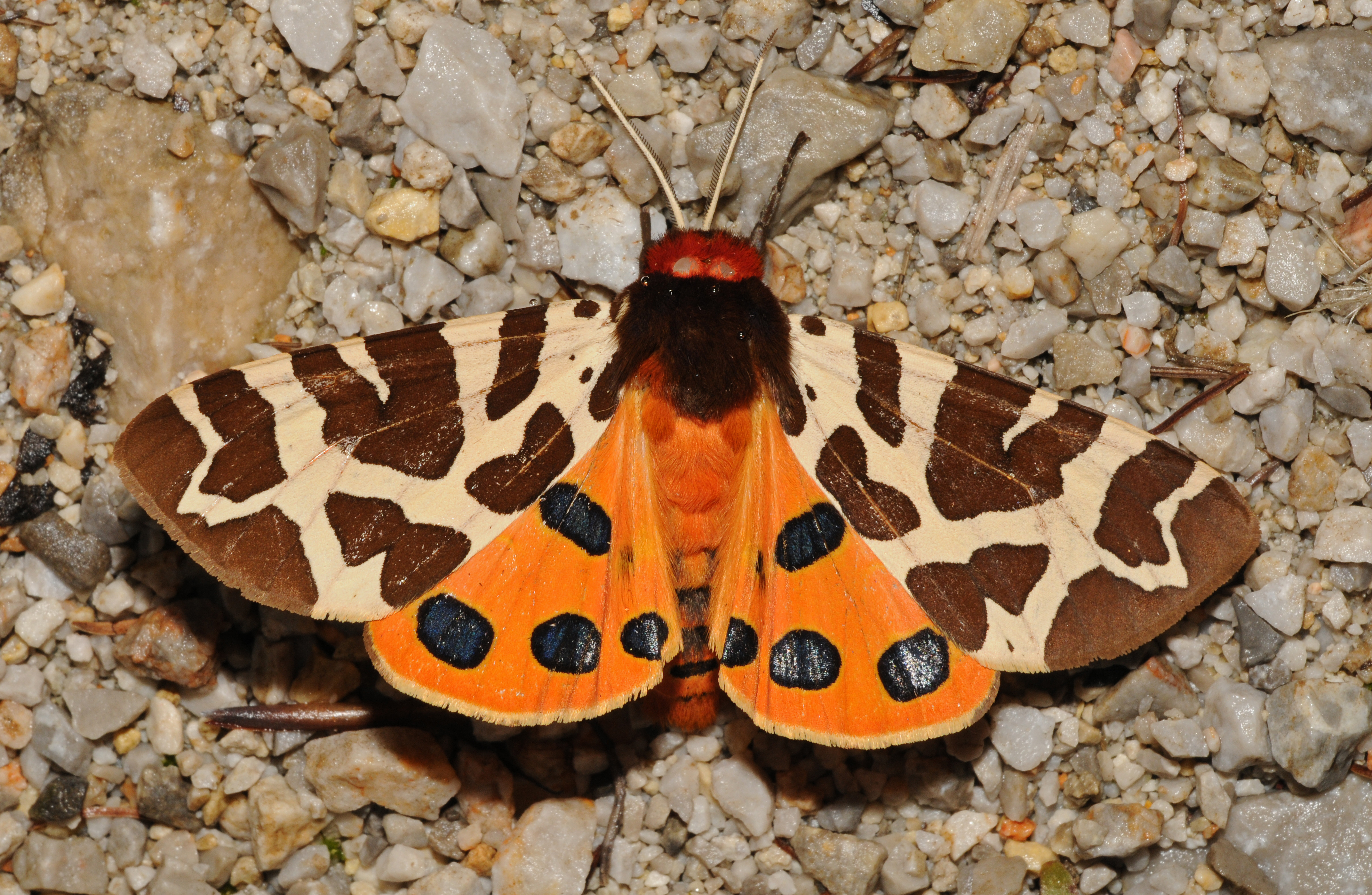
شكل الجناح ونمطه
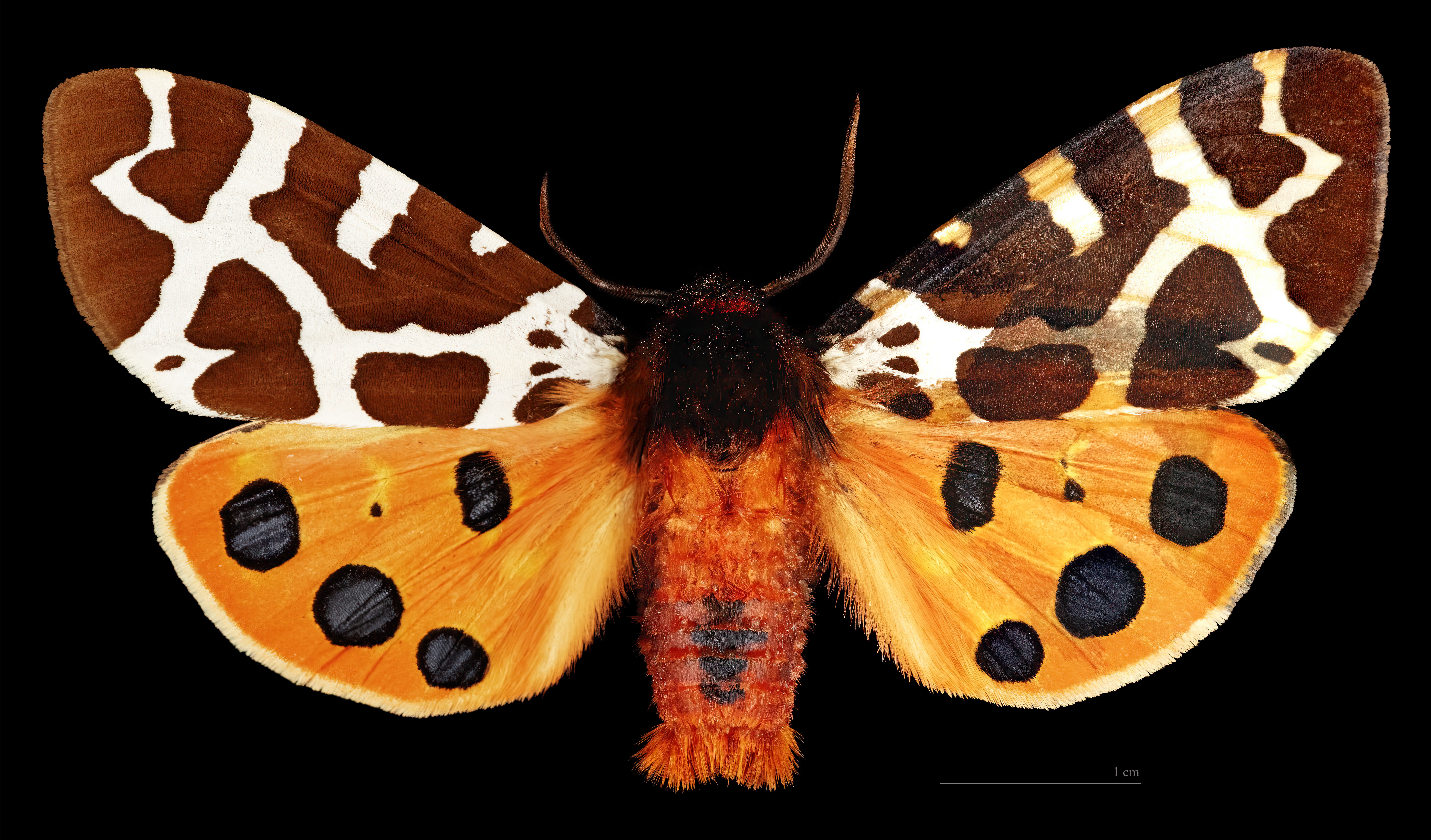
عينة محمولة
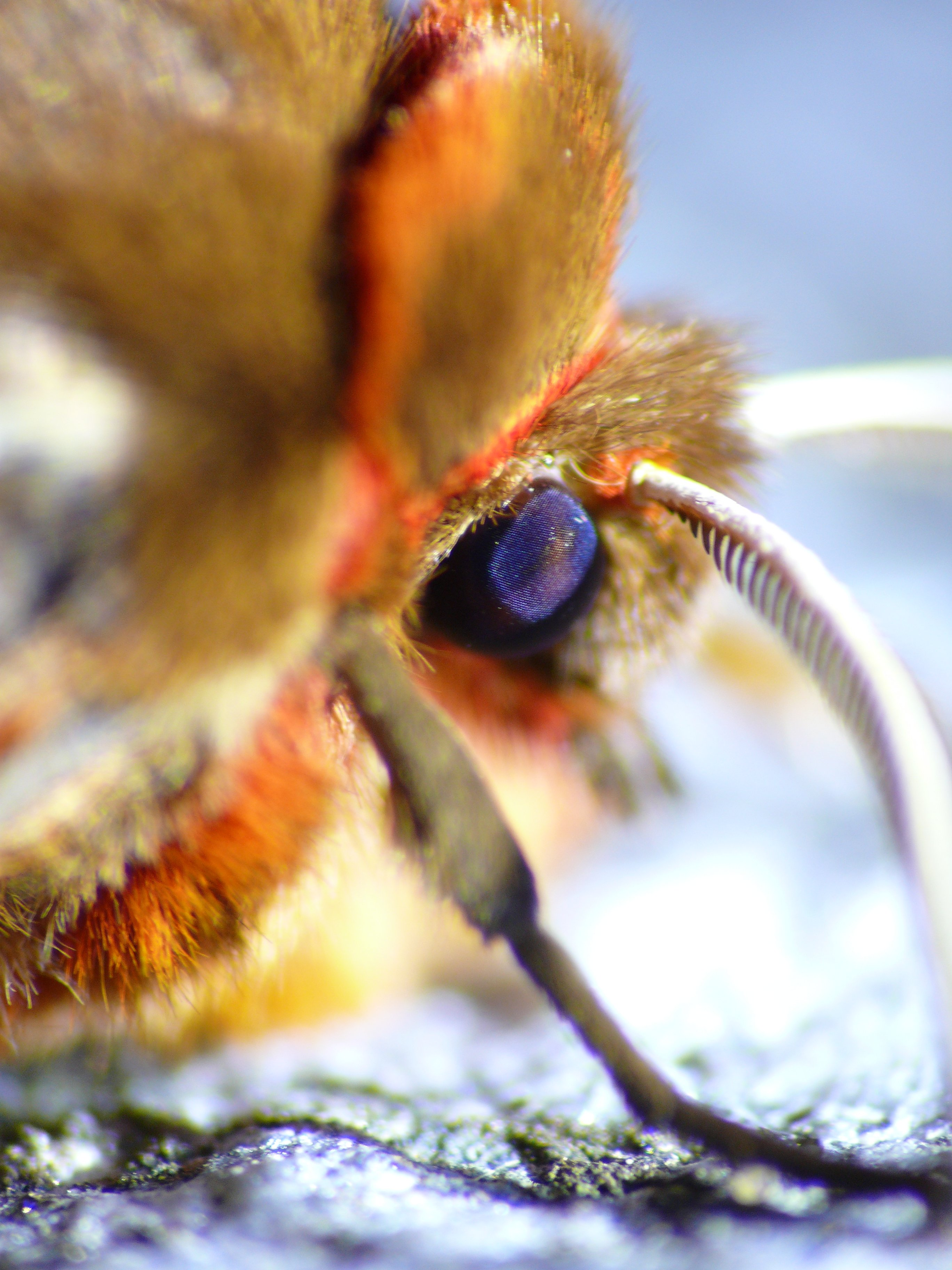
لقطة مقربة
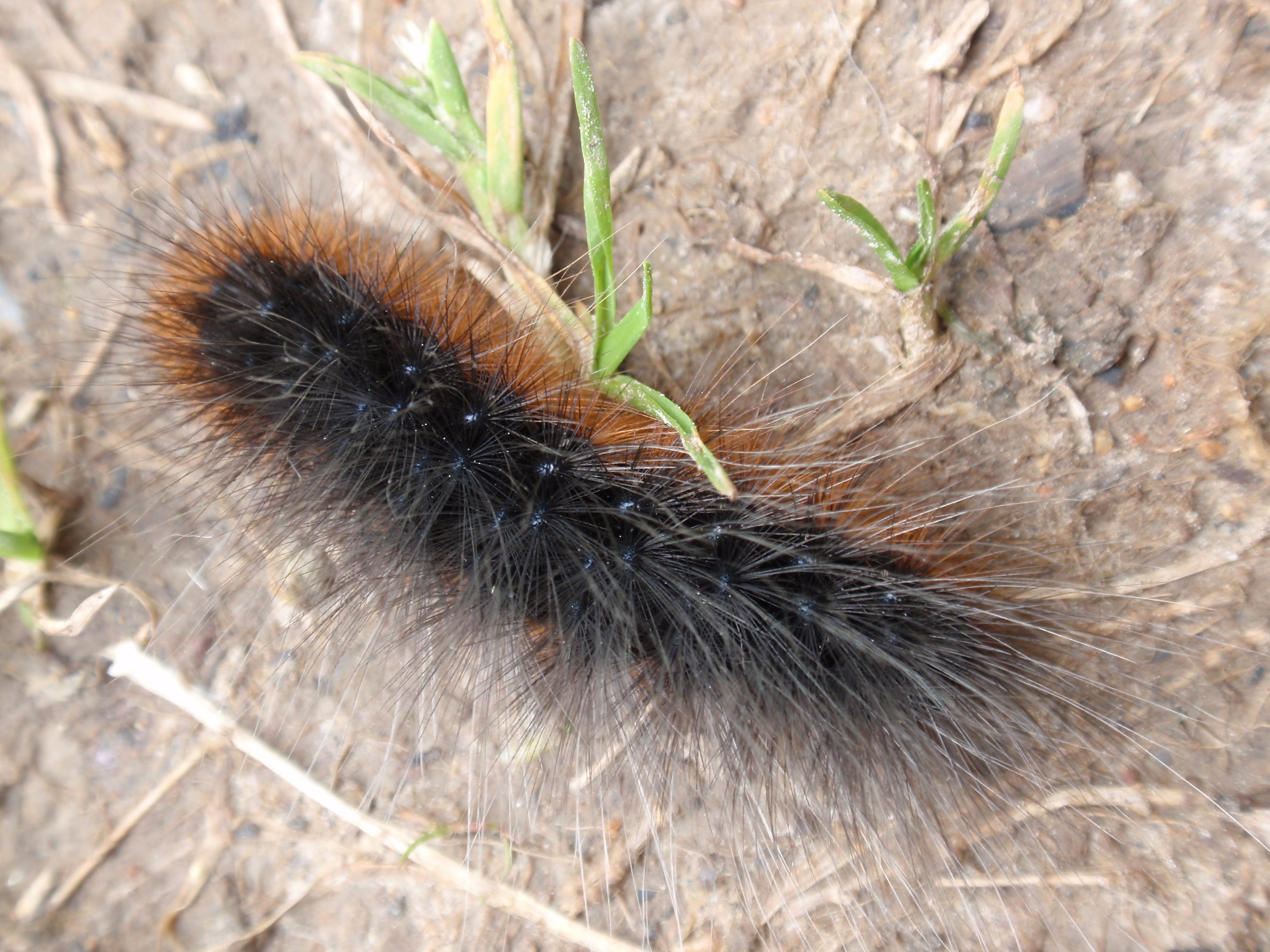
يرقة
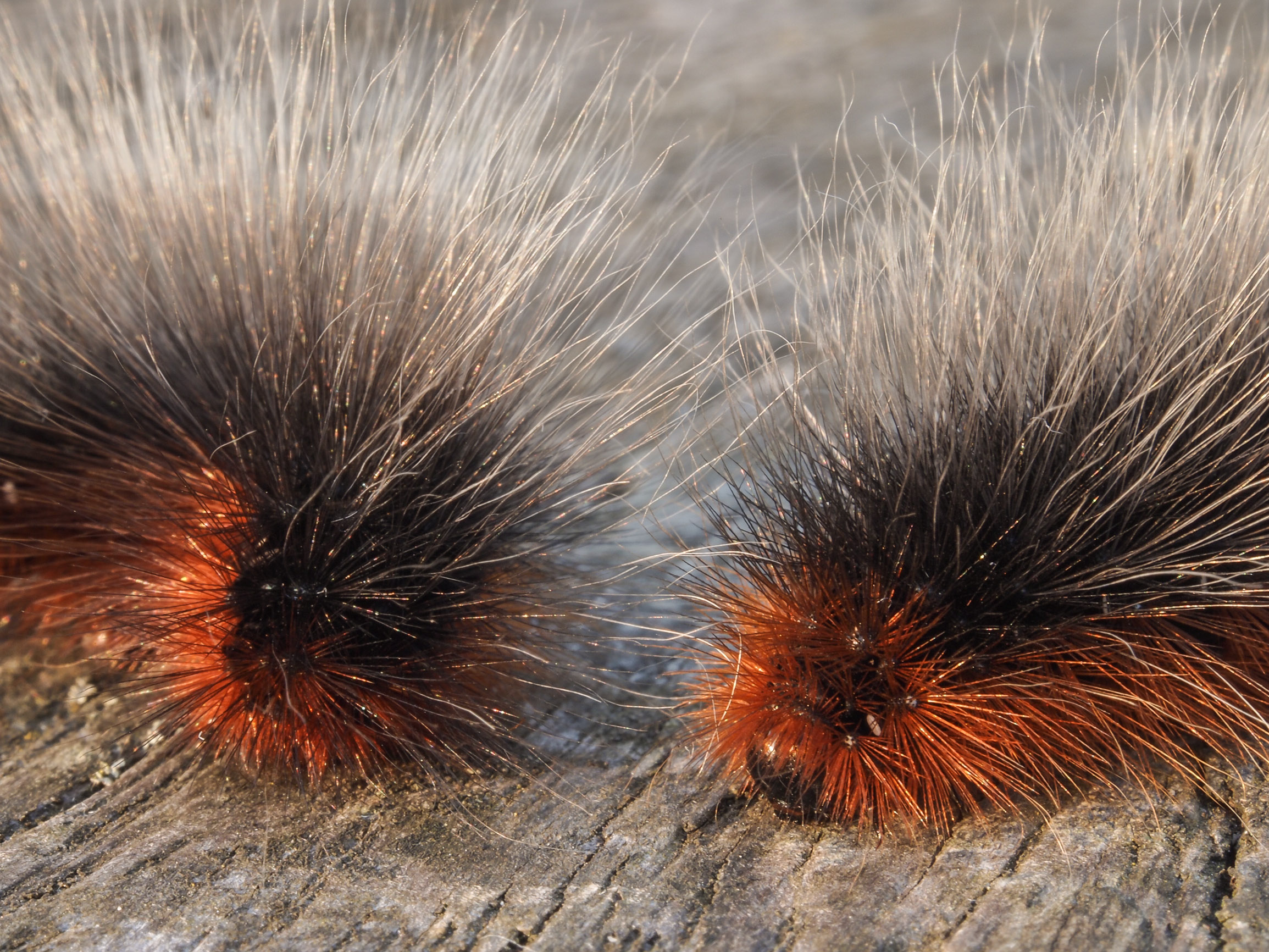
يرقتان حرمدة سمورية
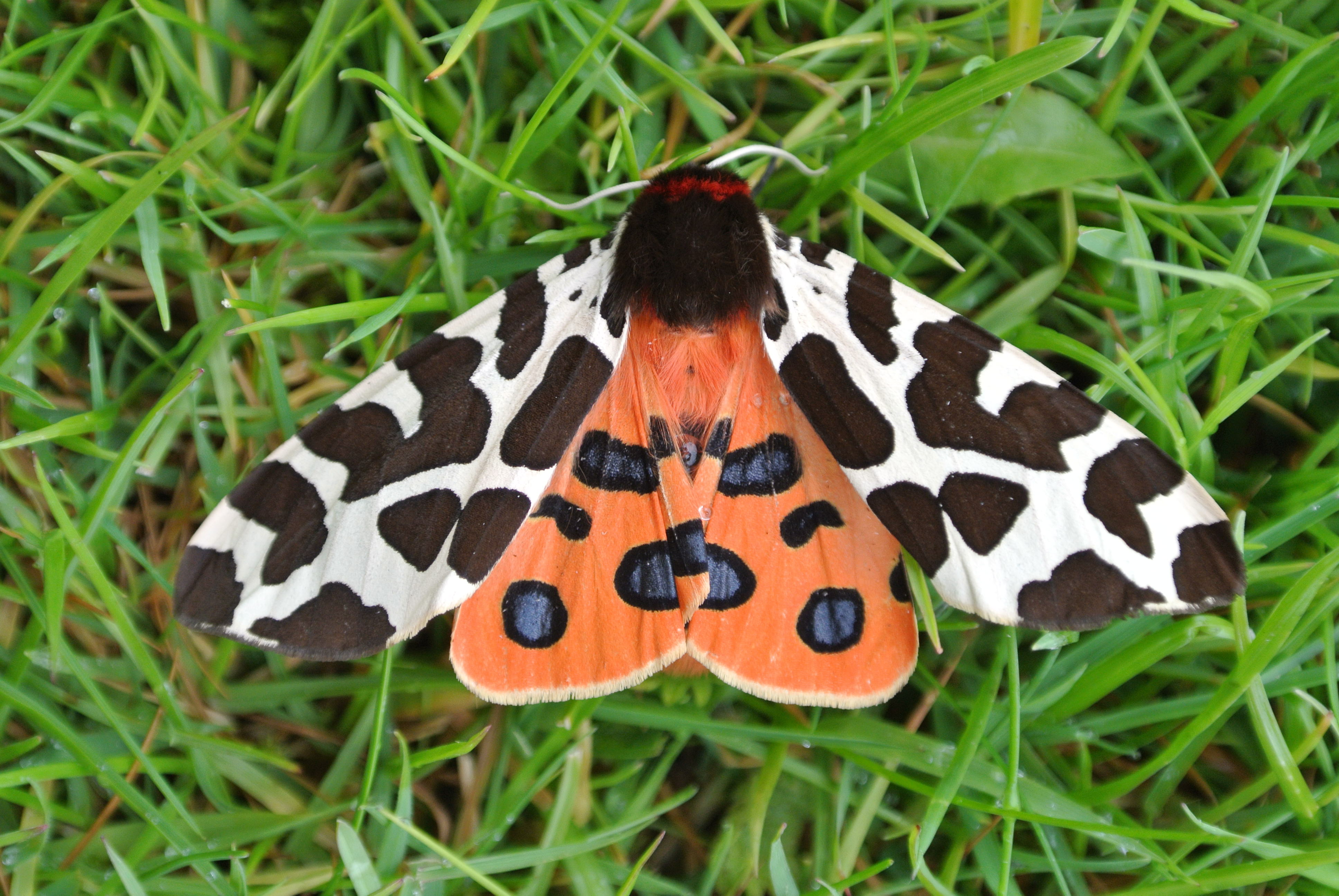
حرمدة سمورية